# Hemer

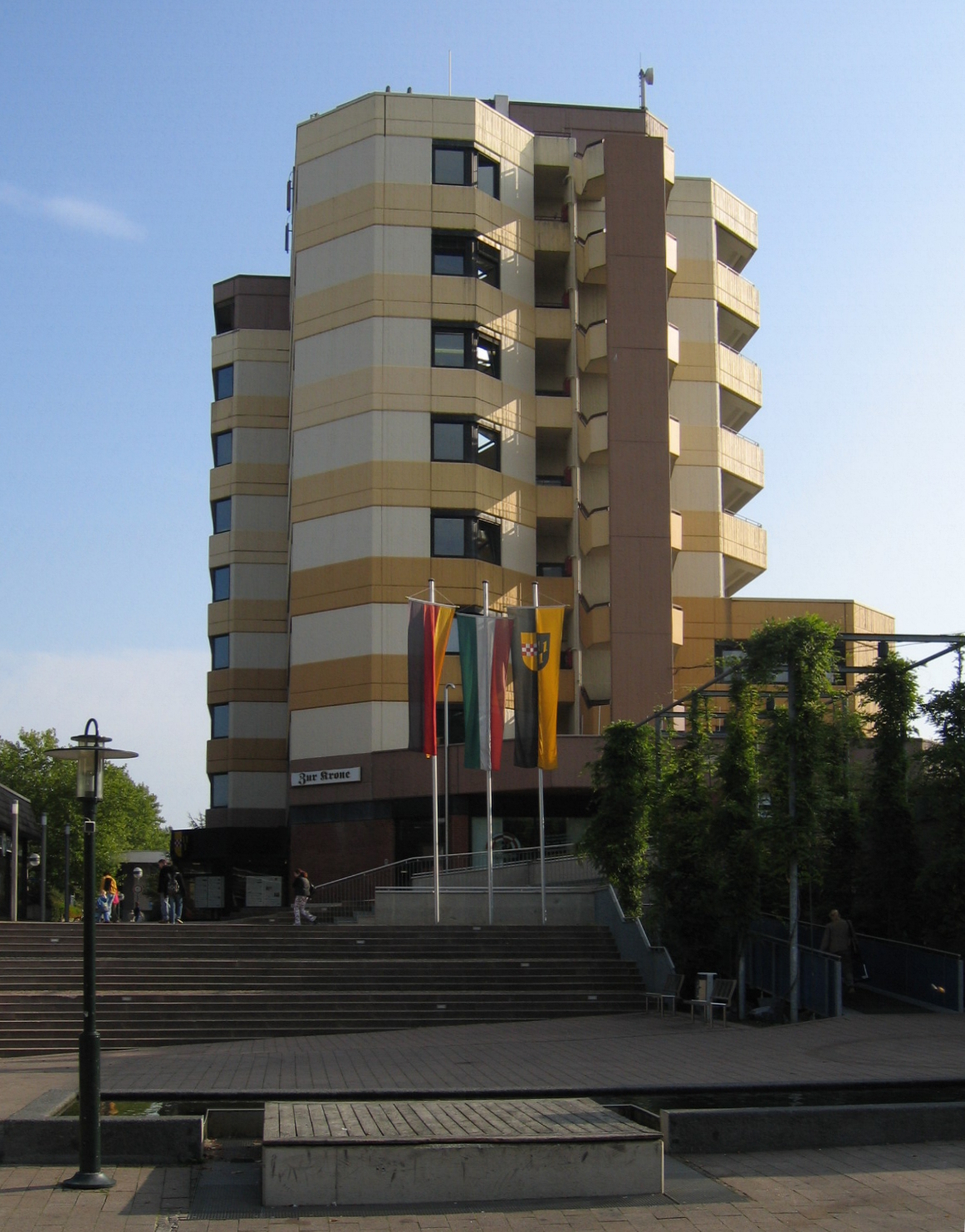
"Rathaus"

Hemer este un oraș din landul Renania de Nord-Westfalia, Germania. Populație: 37.920 (2011).
1. ↑   https://www.hemer.de/rathaus-politik/politik/buergermeister Lipsește sau este vid: |title= (ajutor)
2. ↑   http://www.statistikportal.de/Statistik-Portal/gemeindeverz.asp?G=05962016 Lipsește sau este vid: |title= (ajutor)
3. ↑  Alle politisch selbständigen Gemeinden mit ausgewählten Merkmalen am 31.12.2018 (4. Quartal) (în germană), Statistisches Bundesamt[*], arhivat din original la 10 martie 2019, accesat în 10 martie 2019